# Halmos György (zongoraművész)
Halmos György (Nagyvárad, 1915. augusztus 2. – Kolozsvár, 1985. szeptember 13.) erdélyi zongoraművész, egyetemi tanár.

## Életpályája
Nagyváradon járt iskolába, majd beiratkozott a budapesti Zeneakadémiára (1933–1935), aztán Bécsben folytatta tanulmányait, ahol Emil von Sauer és Paul Weingarten tanítványa volt. Budapesten 1941 áprilisában mutatkozott be a Fiatal tehetségek estje című rendezvényen, és a következő hónapban már önálló zongoraestet is adott.
A második világháború idején munkaszolgálatra vitték. Amikor csak tehette, ott is zongorázott.
A háború végeztével zenei tevékenységét Kolozsváron folytatta szólistaként és tanárként. 1946-tól a kolozsvári Magyar Művészeti Intézetben tanított, 1950-től a Gheorghe Dima Zeneművészeti Főiskolán, majd 1967-től 1979-es nyugdíjazásáig a bukaresti Ciprian Porumbescu Zenekonzervatóriumban tanított. Sok tehetséges zongorista került ki a keze alól. Románia minden nagyobb városában zongorázott, többször volt a weimari nyári előadások vendégprofesszora.
A kritika elsősorban Beethoven-interpretációit értékelte, de Halmos György rajongott Chopin zenéjéért is, és szívesen vállalt részt nemzetközi zongoraversenyek zsürijében is. A Beethoven-szonáták  felvételsorozatát a bukaresti  Electrecord-hanglemezgyárnál nem tudta befejezni.
Lánya, Halmos Katalin zenetanárnő, zenei tankönyvíró.